# FK Pofalićki Sarajevo
FK Pofalićki Sarajevo je nogometni klub iz Sarajeva, Bosne i Hercegovine. Trenutno se natječe u Prvoj nogometnoj ligi Sarajevske županije.

## Povijest
Klub je 1936. osnovao Ratomir Dugonjić. Većinu svog postojanja proveo je u nižim rangovima jugoslavenskog i bosanskohercegovačkog nogometa. U sezoni 2013./14. osvaja Prvu nogometnu ligu Sarajevske županije nakon što je u finalu doigravanja bio bolji od NK SAŠK Napredka Sarajevo.

## Uspjesi
- Prva nogometna liga Sarajevske županije
  -  (1): 2013./14.

## Vanjske poveznice
- FK Pofalićki Sarajevo na transfermarkt.co.uk